# Liste des noms latins des villes d'Italie
Cet article donne une liste de villes d'Italie ayant fait partie de l'Empire romain ou dont le nom latin apparait dans des documents historiques.
| Nom latin                                                                                         | Nom français                       |
| ------------------------------------------------------------------------------------------------- | ---------------------------------- |
| Abellinum                                                                                         | Avellino                           |
| ad Aesim                                                                                          | Falconara Marittima                |
| ad Martis                                                                                         | Santa Maria in Pantano             |
| Agrigentum                                                                                        | Agrigente                          |
| Albintemelium, Albintimilium                                                                      | Vintimille                         |
| Ameria                                                                                            | Amelia                             |
| Ammurianum                                                                                        | Murano                             |
| Apua                                                                                              | Pontremoli                         |
| Aquilia in Vestinis, Aquilia                                                                      | L'Aquila                           |
| Arconisium                                                                                        | Racconigi                          |
| Ardea                                                                                             | Ardea                              |
| Ariminum                                                                                          | Rimini                             |
| Assisium                                                                                          | Assise                             |
| Aternum                                                                                           | Pescara                            |
| Augusta                                                                                           | Augusta                            |
| Augusta Praetoria Salassorum                                                                      | Aoste                              |
| Augusta Taurinorum, Taurasia                                                                      | Turin                              |
| Barium                                                                                            | Bari                               |
| Bauzanum, Pons Drusi                                                                              | Bolzano (Bozen)                    |
| Beneventum                                                                                        | Bénévent                           |
| Bergomum                                                                                          | Bergame                            |
| Bobium, Ebovium                                                                                   | Bobbio                             |
| Bononia                                                                                           | Bologne                            |
| Boreana                                                                                           | Burano                             |
| Brindisium, Brundusium                                                                            | Brindisi                           |
| Brixellum                                                                                         | Brescello                          |
| Brixia                                                                                            | Brescia                            |
| Brixina                                                                                           | Bressanone (Brixen am Eisack)      |
| Capua                                                                                             | Capoue                             |
| Caralis                                                                                           | Cagliari                           |
| Centum Cellae                                                                                     | Civitavecchia                      |
| Civitas Sancti Romuli                                                                             | Sanremo                            |
| Comum                                                                                             | Côme                               |
| Drepanum                                                                                          | Trapani                            |
| Fabiranum, Fabrianum                                                                              | Fabriano                           |
| Firmum (Picenum)                                                                                  | Fermo                              |
| Florentia                                                                                         | Florence                           |
| Forum Livii                                                                                       | Forlì                              |
| Forum Popilii                                                                                     | Forlimpopoli                       |
| Fulginiae, Fulginium                                                                              | Foligno                            |
| Genoa                                                                                             | Gênes                              |
| Herculaneum                                                                                       | Ercolano                           |
| Hispellum, Colonia Julia Hispellum                                                                | Spello                             |
| Iguvium, Eugubium                                                                                 | Gubbio                             |
| Interamna Nahars, Interamna Nahartium                                                             | Terni                              |
| Labellum                                                                                          | Lavello                            |
| Lupiae                                                                                            | Lecce                              |
| Mantua                                                                                            | Mantoue                            |
| Mediolanum                                                                                        | Milan                              |
| Messana                                                                                           | Messine                            |
| Mevania                                                                                           | Bevagna                            |
| Mutina                                                                                            | Modène                             |
| Neapolis                                                                                          | Naples                             |
| Nola                                                                                              | Nola                               |
| Nursia                                                                                            | Norcia                             |
| Olmedum                                                                                           | Olmedo                             |
| Panormus                                                                                          | Palerme                            |
| Patavium                                                                                          | Padoue                             |
| Perusia                                                                                           | Pérouse                            |
| Pisae                                                                                             | Pise                               |
| Pisaurum                                                                                          | Pesaro                             |
| Placentia                                                                                         | Piacenza                           |
| Portus Naonis                                                                                     | Pordenone                          |
| Puteoli                                                                                           | Pouzzoles                          |
| Ravenna                                                                                           | Ravenne                            |
| Rhegium                                                                                           | Reggio de Calabre                  |
| Roma                                                                                              | Rome                               |
| Scylacium, Scylletium, Scolatium, Scolacium, Scyllaceum, Scalacium, Minervium ou Colonia Minervia | Squillace                          |
| Saena, Sena                                                                                       | Sienne                             |
| Sipontum                                                                                          | Manfredonia                        |
| Spoletium                                                                                         | Spolète                            |
| Stabiae                                                                                           | Castellammare di Stabia            |
| Suasa                                                                                             | Castelleone di Suasa               |
| Syracusae¹                                                                                        | Syracuse                           |
| Tarentum                                                                                          | Tarente                            |
| Tauromenium                                                                                       | Taormine                           |
| Tergeste                                                                                          | Trieste                            |
| Terracina                                                                                         | Terracina                          |
| Thermae Himerenses                                                                                | Termini Imerese                    |
| Ticinum                                                                                           | Pavie                              |
| Tifernum Tiberinum                                                                                | Città di Castello                  |
| Tridentum                                                                                         | Trente                             |
| Tuder                                                                                             | Todi                               |
| Tusculum                                                                                          | près de Frascati (sud-est de Rome) |
| Urbinum Mataurense, Urvinum Mataurense                                                            | Urbino                             |
| Vedinum, Utinum                                                                                   | Udine                              |
| Velitrae                                                                                          | Velletri                           |
| Venisia                                                                                           | Venise                             |
| Vigiliae                                                                                          | Bisceglie                          |
| Viglebanum, Vigebanum                                                                             | Vigevano                           |
| Vigueria, Viguerium                                                                               | Voghera                            |
| Vipitenum                                                                                         | Vipiteno (Sterzing)                |
| Volaterrae                                                                                        | Volterra                           |
| Volsinii Novi, Volsinium                                                                          | Bolsena                            |